# Берёзовые (подсемейство)
Берёзовые (лат. Betuloideae) — одно из двух подсемейств древесных растений семейства Берёзовые (Betulaceae), включающее два рода (некоторые систематики выделяют три).

## Таксономия
Betuloideae Rich. ex Arn., Encyclopedia Britannica (ed. 7) 131, 1832. 
Первое описание таксона было опубликовано на страницах британской энциклопедии в 1832 году. Для вновь описанного таксона первоначально использовалось наименование Betuleae, современное название подсемейства приведено к действующим ботаническим правилам именования таксонов от исходного названия. 
Составляют подсемейство два широко известных и общепризнанных рода:
- Betula L. typus — Берёза
- Alnus Mill. — Ольха

Третий род Duschekia Opiz (Душекия), рассматриваемый в некоторых источниках как самостоятельный, обычно включают в состав рода Ольха.
| |  |
| Слева: Ботаническая иллюстрация из книги О. В. Томе Flora von Deutschland, Österreich und der Schweiz, 1885 — Alnus glutinosa (Ольха чёрная). Справа: Ботаническая иллюстрация из книги Köhler’s Medizinal-Pflanzen, 1887 — Betula lenta (Берёза вишнёвая). |  |